# Cédric Lubasa
Cédric Mabeka Lubasa (né le 30 septembre 1983 à Kinshasa au Zaïre actuellement République démocratique du Congo) est un footballeur congolais évoluant au poste de milieu offensif.

## Historique
Il est formé au CF Paris et continue sa carrière dans les clubs du CO Châlons-en-Champagne de 2001 à 2003 et du FA Carcassonne Villalbe de 2003 à 2005. Il signe ensuite à l'US Luzenac où il passe trois saisons. Il rejoint ensuite l'ES Fréjus où il participe à la montée du club en National. Il joue ensuite la saison suivante à l'Étoile Football Club Fréjus Saint-Raphaël qui résulte de la fusion de l'ES Fréjus et du Stade raphaëlois. 
Il est victime d'un malaise à l'issue d'un match de championnat en février 2010. À l'issue de la saison, il signe au Clermont Foot, club de Ligue 2. Lors de ses deux saisons, il apparaît 28 fois en championnat mais n'est titulaire qu'à 9 reprises en deux ans.
Lors de l’inter-saison 2012, il signe au GFC Ajaccio. Après 5 matchs disputés en deux mois où il est majoritairement remplaçant, il résilie son contrat le 12 octobre. Il s'engage quelques jours après à l'Étoile Football Club Fréjus Saint-Raphaël.

## Statistiques
| Saison                | Club                  | Championnat           | Championnat | Championnat | Coupe(s) nationale(s) | Coupe(s) nationale(s) | Total | Total |
| Saison                | Club                  | Division              | M.          | B.          | M.                    | B.                    | M.    | B.    |
| 2005-2006             | US Luzenac            | CFA                   | 34          | 4           | 1                     | 0                     | 35    | 4     |
| 2006-2007             | US Luzenac            | CFA                   | 22          | 0           | 1                     | 0                     | 23    | 0     |
| 2007-2008             | US Luzenac            | CFA                   | 30          | 2           | 3                     | 0                     | 33    | 2     |
| Sous-total            | Sous-total            | Sous-total            | 86          | 6           | 5                     | 0                     | 91    | 6     |
| 2008-2009             | ES Fréjus             | CFA                   | 26          | 6           | 0                     | 0                     | 26    | 6     |
| 2009-2010             | Fréjus Saint-Raphaël  | National              | 37          | 8           | 2                     | 1                     | 39    | 9     |
| Sous-total            | Sous-total            | Sous-total            | 77          | 14          | 2                     | 1                     | 79    | 15    |
| 2010-2011             | Clermont Foot         | Ligue 2               | 21          | 0           | 2                     | 0                     | 23    | 0     |
| 2011-2012             | Clermont Foot         | Ligue 2               | 7           | 0           | 1                     | 0                     | 8     | 0     |
| Sous-total            | Sous-total            | Sous-total            | 28          | 0           | 3                     | 0                     | 31    | 0     |
| 2012-oct. 2012        | GFC Ajaccio           | Ligue 2               | 4           | 0           | 1                     | 0                     | 5     | 0     |
| Sous-total            | Sous-total            | Sous-total            | 4           | 0           | 1                     | 0                     | 5     | 0     |
| oct. 2012-2013        | Fréjus Saint-Raphaël  | National              | 14          | 1           | 1                     | 0                     | 15    | 1     |
| Sous-total            | Sous-total            | Sous-total            | 14          | 0           | 1                     | 0                     | 15    | 0     |
| 2013-2014             | SO Romorantin         | CFA                   | 28          | 1           | 5                     | 3                     | 33    | 4     |
| Sous-total            | Sous-total            | Sous-total            | 28          | 1           | 5                     | 3                     | 33    | 4     |
| 2014-2015             | AS Maximoise          | DHR                   | -           | -           | -                     | -                     | 0     | 0     |
| Sous-total            | Sous-total            | Sous-total            | -           | -           | -                     | -                     | 0     | 0     |
| 2015-2016             | AS Cannes             | DH                    | 18          | 0           | 0                     | 0                     | 18    | 0     |
| Sous-total            | Sous-total            | Sous-total            | 18          | 0           | 0                     | 0                     | 18    | 0     |
| Total sur la carrière | Total sur la carrière | Total sur la carrière | 227         | 22          | 16                    | 4                     | 243   | 26    |